# Hemimycena angustispora
Hemimycena angustispora är en svampart som först beskrevs av Peter D. Orton, och fick sitt nu gällande namn av Rolf Singer 1962. Enligt Catalogue of Life ingår Hemimycena angustispora i släktet Hemimycena,  och familjen Mycenaceae, men enligt Dyntaxa är tillhörigheten istället släktet Hemimycena,  och familjen Chromocyphellaceae. Artens status i Sverige är: Ej påträffad. Inga underarter finns listade i Catalogue of Life.